# Marian Jaworski
Marian Franciszek Jaworski (Lviv, 21 de agosto de 1926 – Cracóvia, 5 de setembro de 2020) foi um cardeal ucraniano da Igreja Católica, arcebispo-emérito de Arquidiocese de Lviv do rito latino.

## Biografia
Estudou no Seminário Maior de Leópolis, mas em seguida, mudou-se para Kalwaria Zebrzydowska, na Polônia, em 1945. Em 25 de junho de 1950, foi ordenado padre por Eugeniusz Baziak, arcebispo de Lviv dos Latinos. Depois, estudou na Universidade Jaguelônica de Cracóvia, onde obteve o doutorado em teologia, em 1952. Mais tarde, estudou na Universidade Católica de Lublin, onde obteve o doutorado em filosofia, em 1954 e também na Academia Teológica de Varsóvia, obtendo seu doutorado em filosofia da religião, em 1965. Foi nomeado Prelado de Honra de Sua Santidade em 14 de dezembro de 1976 e serviu como Reitor da Pontifícia Academia Teológica de Cracóvia, entre 1981 e 1987.
Nomeado administrador apostólico de Leópolis para os territórios dentro da Polônia em 21 de maio de 1984, foi ordenado bispo-titular de Lambésis no dia 23 de junho na Catedral de Wawel, tendo por sagrante o cardeal Franciszek Macharski, arcebispo de Cracóvia, e como co-sagrantes a Henryk Roman Gulbinowicz, arcebispo de Wrocław e a Jerzy Karol Ablewicz, bispo de Tarnów. Foi promovido a arcebispo metropolitano em 16 de janeiro de 1991.
Foi criado cardeal in pectore pelo Papa João Paulo II no Consistório de 21 de fevereiro de 1998, mas foi anunciado apenas em 28 de janeiro de 2001, nas vésperas do Consistório de 21 de fevereiro de 2001, quando recebeu o barrete vermelho e o título de cardeal-presbítero de São Sisto.
Em 21 de outubro de 2008, o Papa Bento XVI aceitou sua renúncia ao governo pastoral da Sé de acordo com o cânon 401 § 1 do Código de Direito Canônico.
Morreu no dia 5 de setembro de 2020.

## Conclaves
- Conclave de 2005 - participou da eleição de Joseph Ratzinger como Papa Bento XVI.
- Conclave de 2013 - não participou da eleição de Jorge Mario Bergoglio como Papa Francisco, pois perdeu o direito ao voto em 21 de agosto de 2006.